# شاندان كومار
شاندان كومار هو ممثل هندي، ولد في 11 سبتمبر 1985 في الهند.

## وصلات خارجية
- شاندان كومار على موقع IMDb (الإنجليزية)
- شاندان كومار على موقع قاعدة بيانات الفيلم (الإنجليزية)